# Șinca Nouă
Șinca Nouă (en allemand : Neuschinka, en hongrois : Újsinka) est une commune roumaine du județ de Brașov, dans la région historique de Transylvanie. Elle est composée des deux villages suivants :
- Paltin
- Șinca Nouă, siège de la commune

## Localisation
Șinca Nouă est située dans la partie centre-sud du județ de Brașov, à la 35 km de la ville de Făgăraș et a 44 km de la ville de Brașov, au pied de Monts Făgăraș, sur les rives de la rivière Șinca (affluent de l'Olt.

## Monuments et lieux touristiques
- Église en bois du village de Șinca Nouă (construction 1761), monument historique[2]
- Monts Făgăraș

## Relations internationales
La commune de Șinca Nouă est jumelée avec:
- Wulkow (Allemagne)